# Philippe van Artevelde

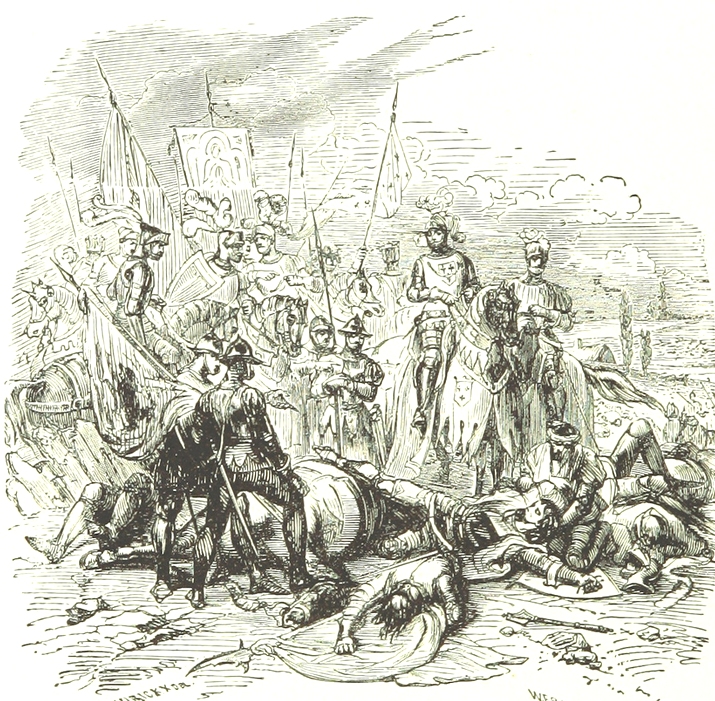
Cadáver de Philippe van Artevelde en la Batalla de Roosebeke

Philippe van Artevelde (c. 1340 - 27 de noviembre de 1382) fue un patriota flamenco, hijo de Jacob van Artevelde. Debido a la prominencia de su padre, fue ahijado de la reina inglesa Felipa de Henao, quien lo llevó en brazos durante el bautismo.
En gran parte debido al nombre de su padre y en recuerdo de su madrina, Philippe fue un líder de Gante en 1381, cuando estuvo a la cabeza de la rebelión burguesa contra el conde Luis II de Flandes. El éxito temprano llevó a la captura de Brujas y la mayor parte de Flandes por los rebeldes, pero Philippe murió en la aglomeración de cuerpos en la batalla de Roosebeke en 1382. 
Su cuerpo fue exhibido ante el rey francés Carlos VI y luego colgado de un árbol. Después de su muerte el comando de Gante fue dirigido por Franz Ackerman. 
Su vida fue conmemorada en una tragedia de Sir Henry Taylor en 1834.